# Jacques Offenbach
Jacques Offenbach (nume la naștere: Jacob Eberst, n. 20 iunie 1819, Köln, Confederația Germană – d. 5 octombrie 1880, Paris, Franța) a fost un compozitor și violoncelist evreu originar din Germania, naturalizat francez. El este considerat întemeietorul operetei moderne ca gen de sine stătător al teatrului muzical. A avut o influență mare asupra compozitorilor de operete care i-au urmat, în special Johann Strauss, Jr. și Arthur Sullivan. Cele mai bune creații ale sale au fost puse în scenă în secolul al XX-lea și continuă să facă parte din repertoriul teatrelor de operă și operetă din prezent, una dintre acestea fiind  opera Povestirile lui Hoffmann.
Născut la Köln, fiul unui cantor, Offenbach și-a demonstrat talentul în muzică încă de la vârste fragede. La vârsta de 14 ani a fost admis ca student al Conservatorului din Paris, dar a renunțat la studii după doar un an, găsindu-le nesatisfăcătoare. Din 1835 până în 1855 și-a câștigat existența ca violoncelist, devenind cunoscut la nivel internațional și ca dirijor. Ambiția sa a fost să compună piese comice pentru teatrul muzical. Deoarece conducerea Opéra-Comique din Paris nu era interesată de punerea în scenă a lucrărilor sale, Offenbach pune în 1855 bazele unui mic teatru 
pe Champs-Élysées. Acolo a prezentat o parte din operetele sale, multe dintre ele devenind populare.
În 1858, Offenbach a terminat prima operă de mare amploare, Orfeu în infern, care a fost foarte bine primită și a rămas una din cele mai interpretate opere ale sale. Printre operetele din această perioadă se numără  Frumoasa Elena (1864), Viața pariziană (1866), Marea Ducesă de Gerolstein (1867) și Pericolla (1868). Umorul riscant (deseori despre intrigi sexuale) și aluziile subtile aduse societății burgheze, împreună cu aplecarea lui Offenbach asupra melodiei, i-au făcut operetele cunoscute la nivel internațional, cu versiuni traduse fiind interpretate la Viena, Londra și în alte mari orașe ale Europei
Offenbach este asociat cu Al Doilea Imperiu Francez al lui Napoleon al III-lea; împăratul și curtea imperială au fost satirizate subtil în multe dintre operetele sale. Napoleon al III-lea i-a acordat personal cetățenia franceză și Legiunea de onoare. Odată cu izbucnirea Războiului franco-prusac în 1870, Offenbach a ieșit din grațiile Parisului din cauza relațiilor imperiale și a originii germane. A rămas de succes în Viena și Londra și și-a restabilit cariera în Paris în anii '70, reinterpretând mai multe din operetele sale din prima perioadă a carierei precum și o serie de noi operete, susținând și un turneu în Statele Unite. În ultimii ani de viață s-a străduit să finalizeze Povestirile lui Hoffmann, dar a murit înaintea premierei operei, care a intrat în variantă completă sau modificată în repertoriul de bază al altor muzicieni.

## Biografia

### Mediul familial și copilăria
Jacob Eberst a fost cel de-al șaptelea copil al lui Isaac Juda Eberst (1779-1850), un cantor evreu provenit din orașul Offenbach am Main din Hessa, lângă Frankfurt am Main. Bunicul din partea tatălui, Juda Eberst (ca. 1745-1794), a fost institutor particular, se pare chiar și pentru vlăstarele familiei Rothschild. El însuși a avut o frumoasă voce de tenor și își pregătise fiul de timpuriu în muzica iudaică. Pe lângă această meserie, Isaac a deprins și meșteșugul legătorilor de cărți, care însă îl pasiona mult mai puțin decât muzica. La douăzeci de ani el a părăsit orășelul natal, pentru a cutreiera Hessa și Renania, acceptând diverse angajamente drept cantor în sinagogi sau ca violonist prin cârciumi, pentru a-și câștiga pâinea. În 1802 a ajuns la Deutz, pe atunci o suburbie a Köln-ului cu o mare concentrare de parcuri de divertisment, cârciumi și restaurante. Având aici mai multe angajamente decât în alte părți, Isaac s-a stabilit la Deutz și, conform legislației prusace, a adoptat numele Offenbacher, după orașul natal. O anumită stabilitate economică i-a fost asigurată după puțin timp, în 1806, prin căsătoria cu Marianne Rindskopf (1785-1840), fiica unui cămătar, dar prosperitatea noii sale familii nu a fost de lungă durată: în timpul războaielor de eliberare antinapoleoniene, Deutz-ul și-a pierdut  importanța ca orășel de agrement. Isaac Eberst (sau Offenbacher, cum se numea el atunci), a fost nevoit să devină, pentru scurt timp, legător de cărți. În speranța de a putea supraviețui totuși dând ore de muzică, el s-a mutat în 1816 la Köln cu întreaga familie. Om cu foarte multe talente, cantorul nu stăpânea numai diverse instrumente muzicale (chitara, flautul și vioara), ci nutrea și anumite ambiții în domeniul literaturii, scriind poezii și tratate pe teme religioase, care-l arată ca adept al ideilor de emancipare a evreilor.
Într-un cartier de mici negustori al Köln-ului s-a născut la 20 iunie 1819 Jacob, viitorul compozitor. Dând încă din copilărie dovadă de talent muzical, Jacob a luat lecții de vioară de la vârsta de șase ani, la opt ani compunând scurte lied-uri. Tatăl a fost surprins și încântat să afle apoi că fiul încercase în secret să cânte și la violoncel, deși brațele lui de copil nici nu puteau încă să cuprindă acel instrument. Această descoperire întâmplătoare îl determină pe Isaac să-și încredințeze fiul lui Joseph Alexander (1772-1840), un violoncelist excentric din Köln. La el Jacob de-abia a dobândit abilitatea tehnică necesară instrumentului, când a și fost luat de tatăl său, silit de starea economică precară să valorifice toate aptitudinile copiilor cât mai repede, ca muzicant prin localuri. Împreună cu Julius și Isabella, un frate și o soră mai mari, Jacob a format un trio care interpreta cu predilecție dansuri la modă și melodii din opere. Vârsta oricum fragedă a copiilor a fost subevaluată în textul afișelor, mai ales Jacob a fost prezentat peste tot drept un copil-minune. Deși tatăl devenise între timp cantor cu salariu fix al comunității evreiești, micii muzicieni au fost și ei obligați să contribuie la întreținerea unei familii ajunse între timp la doisprezece membri, uneori chiar cu câte două reprezentații pe zi.
Totuși, tatăl nu a neglijat educația copiilor. El și-a pus speranțele mai ales în Jacob, căruia i-a plătit în continuare lecții de violoncel, întâi la Alexander, mai târziu la profesorul Bernhard Breuer (1808-1877), care l-a instruit pe adolescent probabil și în teoria compoziției. Breuer însuși devenise celebru în Köln drept membru fondator al conservatorului și compozitor al melodiilor de carnaval. După un timp, Isaac a realizat că nici Breuer nu mai avea ce să-l învețe pe Jacob și a decis să-și înscrie fiul la conservatorul de la Paris.

### Cariera de violoncelist la Paris (1833-1855)
În noiembrie 1833 Isaac a plecat cu fiii săi Jacob și Julius spre Paris. Primul nu avea decât paisprezece ani, cel de-al doilea optsprezece. După o călătorie de patru zile cu poștalionul, tatăl l-a înscris la conservator pe tânărul Jacob chiar în a doua zi după sosire. El i-a prezentat directorului acestei instituții, care era pe vremea aceea celebrul compozitor Luigi Cherubini (1760-1842), scrisori de recomandare care-l prezentau pe fiul său drept un copil-minune. Maestrul Cherubini, pe atunci deja un om înaintat în vârstă, foarte tipicar și puțin infatuat, a refuzat întâi cererea neregulamentară, invocând originea străină a tânărului violoncelist, însă a fost până la urmă convins de o probă a măiestriei lui Jacob, permisă datorită insistențelor unui tată care nu voia nicidecum să renunțe la ambițiile sale. Acesta a mai rămas timp de trei luni la Paris, alături de fiii săi, cărora le-a procurat o locuință și un modest venit datorat înscrierii în corul unei sinagogi. Tatăl Isaac nu a reușit să pună bazele unei noi existențe în Paris și a revenit definitiv la Köln, lăsându-și băieții singuri în orașul luminilor. În scurtă vreme, fiii lui Isaac vor purta numai numele de Jacques și Jules.
În aceea perioadă viața metropolei era tulburată de urmările revoltei înăbușite de la Lyon, prin care muncitorii reacționaseră contra interdicției legale a asociațiilor secrete de genul cluburilor republicane. Guvernul „regelui-burghez” Louis-Philippe a înlesnit multor parizieni o anumită bunăstare materială, dar a favorizat antagonismele sociale și era incapabil să asigure liniștea capitalei. Centrul Parisului, unde se afla și conservatorul, era afectat în mod special de revolte republicane greu de controlat. Tânărul Jacques a renunțat la studiu după numai un an, fiind distras de neliniștea socială și, în general, de viața politică, artistică și mondenă a Parisului. În 1834 el s-a angajat în orchestra Operei Comice și a frecventat în același timp, după sfatul colegului său deja consacrat ca violoncelist, Hippolyte Seligmann (1817-1882), lecțiile violoncelistului virtuoz Louis-Pierre-Martin Norblin (1781-1854). Pe lângă Seligmann și l-a făcut prieten pe compozitorul Jacques Fromental Halévy (1799-1862), a cărui operă Evreica tocmai avusese în februarie 1835 un succes notabil la Opera din Paris. Acesta i-a dat probabil din când în când lecții de compoziție. Asemeni preceptorului său, care era și dirijor șef al operei pariziene, Offenbach a învățat în curând pe de rost toate partiturile pieselor în vogă. Plictisit până la urmă și de sarcinile care-i reveneau în orchestră, tânărul muzician era mereu pus pe șotii, ceea ce i-a adus adeseori scăderi usturătoare de salariu. Cu firea lui veselă și-a făcut repede un cerc larg de prieteni, care cuprindea în afara fratelui și a lui Seligmann, foști colegi de studiu și pe frații Lütgens, fiii unui violonist din Köln. Despre Jules Offenbach (1815-1880) nu se va mai afla mare lucru. După plecarea tatălui se pare că a reușit să-și câștige existența dând lecții de vioară și apoi, pentru câțiva ani, printr-un angajament în orchestra teatrului „Les Bouffes-Parisiens” pe care l-a datorat fratelui mai mic.
Ajuns la Paris, Jacques a făcut în curând cunoștință cu carnavalul și a frecventat cu plăcere, împreună cu prietenii săi, balurile  mascate. În acest mediu  își făcuse apariția cu puțin timp în urmă cancanul, un dans adoptat din speluncile cu renume îndoielnic din afara Parisului, adus, se zicea, de soldați din Algeria. Așa-numita „Jeunesse dorée”, tineretul sibarit care apăruse după revoluția liberală din iulie 1830, a descoperit dansul în mijlocul unei societăți interlope de care dorise să se apropie, demonstrându-și astfel un fel de solidaritate cu clasele de jos. Se spune că La Battue, un om sărman ajuns peste noapte milionar datorită unei moșteniri și devenit legendar sub masca de carnaval a unui Lord Seymour cu băierile pungii larg deschise, ar fi finanțat în 1832 prima reprezentare a dansului pe o scenă de vodevil. Cu toate împotrivirile inițiale ale oficialităților, dansul devenise în scurt timp popular. Îndrăgită pe atunci era executarea cancanului coborând în lanț și cu mult tumult pe trepte. 

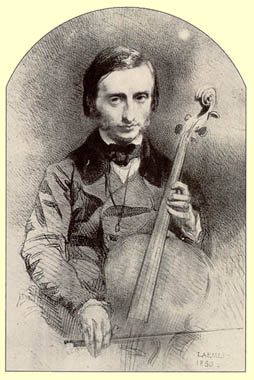
Alexandre Laemlein: Portretul lui Jacques Offenbach, ca. 1850, desen în Bibliothèque de l'Opéra, Paris

Dansurile acestea cu adevărat „infernale” nu l-au inspirat imediat pe Offenbach. Primele lui compoziții la Paris au fost valsuri, pe care le-a scris din dorința de a deveni renumit în buna societate. Aceste compoziții denotă latura personalității lui Offenbach  predispusă la melancolia și visele  provenite din dificultatea singurătății sale într-o metropolă, la vârsta când alți copii sau adolescenți se află încă sub oblăduirea părinților. Încurajat de Halévy, care-i prevedea un viitor strălucit de compozitor, dar probabil și în urma unei crize sufletești, Jacques a părăsit Opera Comică în 1837. Prima interpretare pentru publicul larg a unor suite de valsuri de Offenbach a avut loc în 1836, în cadrul unui concert de promenadă în sala cafenelei Jardin Turc. Una dintre suite, „Fleurs d'Hiver”, a avut succes și a fost inclusă în repertoriul balurilor operei și în cel al Operei Comice. Fiind de-acum încolo considerat un talent promițător, el a fost interpretat de către dirijorul Louis-Antoine Jullien (1812-1860) și în sezonul de vară 1837 din Jardin Turc. „Rebecca”, un vals al adolescentului Offenbach, a ajuns astfel notoriu în presă, datorită melodiilor preluate din cultul iudaic și i-a adus renumele unui modernist radical și iconoclast. Activitatea pentru Jardin Turc a fost întreruptă abrupt, probabil din cauza diferendelor cu Louis-Antoine Jullien, astfel încât compozitorul s-a văzut deodată lipsit de venituri.
Un tânăr muzician german, Friedrich von Flotow (1812-1888) l-a scos până la urmă  din încurcătură, oferindu-i posibilitatea să participe alături de el la concertele din saloanele plutocrației pariziene. Datorită virtuozității la violoncel și ușurinței cu care compunea romanțe, Offenbach a devenit un oaspete  agreat în salonul contesei Bertin de Vaux. Frecventarea acestui salon, care se bucura de un bun renume în lumea elitelor muzicale, i-a înlesnit lansarea ca violoncelist, la nouăsprezece ani. Primul concert în public l-a susținut alături de Jules, în 1839. Încă din aceea perioadă muzicianul a fost atras de lumea teatrului și a acceptat cu plăcere angajamentul de a scrie câteva melodii pentru vodevilul „Pascal et Chambord”, care au rămas însă lipsite de succes. Prin ascensiunea ca violoncelist al saloanelor pariziene, Offenbach a câștigat în schimb o serie de discipoli. Renumele de curând dobândit i-a permis să apară și pe scena cazinoului din Köln, într-o primă vizită acasă după șase ani petrecuți la Paris. În timpul acestui sejur mai îndelungat la Köln a murit mama compozitorului, la 17 noiembrie 1840. Decesul mamei sale a marcat despărțirea lui Offenbach de ținuturile natale.
Atât lunile petrecute la Köln cât și perioada imediat următoare la Paris au fost productive pentru tânărul Offenbach. Romanțele sale din aceea perioadă au fost remarcate, în special una care interesa și din punctul de vedere al zvonurilor gustate de societatea pariziană. Romanța în cauză era dedicată unei tinere din buna societate, Herminie d'Alcain, căreia familia îi interzisese relația cu Offenbach, deși acesta devenise între timp celebru. Pentru a o seduce pe Herminie, tânărul Jacques s-a străduit în 1844 să-și consolideze reputația printr-un turneu în provincie. La întoarcere, Offenbach era mai solicitat ca oricând. După un alt turneu la Londra, încununat și de succesul material, familia lui Herminie a acceptat mariajul, dar l-a condiționat cu convertirea lui Offenbach la catolicism. După căsătorie, tânăra pereche s-a mutat într-o locuință relativ modestă din Passage Saulnier. Rezultatul convertirii la catolicism este că pe mormântul lui Offenbach la Paris se află crucea creștină.
Noua poziție socială, legăturile strânse cu lumea mondenă și dorința de stabilitate materială au redeșteptat în curând ambițiile lui Offenbach de a reuși și în calitatea de compozitor. Aceste ambiții vizau, în parte datorită firii sale dar desigur și favorizate de un mediu receptiv pentru senzațiile ușoare și fugitive ale teatrelor de varietăți și a vieții de noapte, genurile parodiei și bufoneriei muzicale. Prima operă care a fost ținta râsului offenbachian a fost oda simfonică Deșertul a compozitorului Félicien César David (1810-1876), care se bucurase în 1846 de mare succes. Tema romantică a artistului care caută natura sălbatică și neatinsă în Deșert este transformată de Offenbach în același an într-o farsă în care patosul modelului este contracarat de plângerile prin care un dandy impută deșertului lipsa cafenelelor și un climat mizerabil. În lamentațiile acestea sunt amestecate fragmente din melodiile în vogă pe străzile Parisului. Cu scopul de a se vedea interpretat pe scena Operei Comice, Offenbach a prezentat doar la două luni după această parodie, în aprilie 1846, nu mai puțin de șapte noi fragmente de operă într-un concert dramatic. Este vorba de diverse romanțe și cuplete vesele, asemenea celor care se vor întâlni ulterior în operetele renumite ale compozitorului. Succesul acestor piese a atras după sine prima ofertă din partea Operei Comice, pentru o prelucrare muzicală a vodevilului Alcovul. Directorul acestei instituții a refuzat însă până la urmă muzica lui Offenbach, care nu a mai ajuns, cu toate străduințele acestuia, să fie reprezentată. Până la urmă, acesta și-a înscenat pe 27 aprilie 1847 pe cont propriu opera, într-un „concert al unui gen nou”. Această dramă muzicală comică a avut succes, deoarece era pe gustul vremii, având ca protagoniști  un aristocrat onorabil și un republican laș, ridiculizat adeseori.
Pentru a-și întreține familia Offenbach a frecventat în continuare ca violoncelist seratele pariziene. Însă nu pentru mult timp; revoluția din 1848 a obligat plutocrația și anturajul ei bulevardier, în majoritate monarhist, să fugă peste noapte din Paris. În februarie, Offenbach a plecat la Köln împreună cu tânăra sa soție și cu fetița lor nou născută, cu speranța să aibă acolo mai multe angajamente. Se pare că muzicianul nu dispunea pe atunci de nici un mijloc de trai și a avut nevoie de o perioadă de acomodare la Köln, unde izbucniseră incidente, ca peste tot în Europa. Ca și cum nu ar fi făcut parte niciodată din societatea cosmopolită a Parisului, el a început să flateze la Köln sentimentul național al renanienilor, prin compoziții patriotice cum ar fi un Cântec al băiatului german, care dă dovadă de patos militar sau Patria germană, în care este lăudată onestitatea doamnelor germane, incapabile să accepte  „minciunile velșe”. Datorită atitudinii patriotarde și a talentului său muzical Offenbach a fost acceptat repede de către societatea din Köln. Importanța lui Offenbach ca muzician este evidentă cu ocazia aniversării a 600 de ani de la întemeierea domului din Köln, pe data de 14 august 1848, când a interpretat ca solist o fantezie muzicală bazată pe operele lui Rossini, în fața unor oficialități prusace și austriece. Compoziția sa Alcovul, pe care o tradusese în germană și o reprezentase în ianuarie 1849 și în orașul său natal, nu s-a bucurat în schimb de succes. Între timp, la Paris a fost restabilită liniștea și Offenbach nu a mai avut  nici un motiv de a zăbovi în Köln. La scurt timp de la plecarea fiului său a murit Isaac Offenbacher, în aprilie 1850.
La Paris, Offenbach și-a reînnoit insistent ofertele pentru Opera Comică, însă nu a avut succes cu nici unul din proiectele prezentate. Ca violoncelist el s-a bucurat însă, ca de obicei, de prețuirea societății pariziene și a avut chiar șansa de a-l cunoaște cu ocazia unui concert în palatul Élysée pe președintele Louis Napoléon, viitorul împărat Napoleon al III-lea. Muzicianul a primit apoi, în primăvara anului 1850, în mod nesperat, oferta de a reorganiza și dirija neînsemnata orchestră de la Théâtre français. Noul director al acestei instituții, un bonvivant bogat, îl simpatiza probabil pe glumețul Offenbach și avea nevoie de un aliat pentru reorganizarea teatrului de comedie. Offenbach a acceptat, bucuros să scape de existența nesigură de muzician al saloanelor și s-a străduit cu succes să ridice nivelul foarte scăzut al orchestrei, care avea sarcina de a acompania uneori reprezentațiile și de a întreține între acte publicul. Perseverența sa a fost foarte apreciată de conducerea teatrului, însă actorii s-au împotrivit în fel și chip unei reevaluări a orchestrei. Scârbit de piedicile care i se puneau, Offenbach a renunțat după un timp să mai dirijeze el însuși orchestra, însă s-a îngrijit în continuare de bunăstarea muzicienilor săi, asigurându-le salarii mai mari decât le avuseseră înainte.
Între zilele de 2 și 4 decembrie 1851 Parisul a fost martorul unei revolte a cercurilor burgheze republicane, căreia nu i s-au alăturat masele încrezătoare în promisiunile demagogice ale președintelui Napoléon. Această „revoltă” a fost înăbușită cu ajutorul unei prezențe militare inadecvat de puternice pe străzile Parisului, căreia i-au căzut victime mulți trecători neimplicați în conflict. Neliniștile au servit drept pretext pentru dizolvarea parlamentului și instaurarea unui regim de teroare. Dictatura care a urmat a favorizat o industrializare rapidă a țării și modernizarea instituțiilor economice și administrative. Exact după un an de la lovitura sa de stat și la 48 de ani de la încoronarea unchiului său Bonaparte este uns Napoleon al III-lea pe data de 2 decembrie 1852 ca împărat al francezilor, în urma unui plebiscit.
Prins de obligațiile care decurgeau din angajamentul pentru Théâtre français și de frecventarea societății boeme, în care ajunsese să facă cunoștință cu jurnalistul Jules Janin, cel mai redutabil critic de teatru parizian și viitorul său adversar, Offenbach a prezentat de-abia în 1853 o nouă compoziție publicului, idila pastorală Le Trésor à Mathurin. Tot în speranța de a se vedea în fine reprezentat pe scena Operei Comice el a dedicat la scurt timp după aceea opera Pépito soției directorului acelei instituții, Madame Perrin. Rezerva Operei Comice față de compozițiile lui Offenbach a fost criticată după această premieră la Teatrul de Varietăți de însuși Jules Janin. Compozitorul și-a găsit un aliat și în jurnalistul Henri de Villemessant. Acesta întemeiase încă din tinerețe jurnalul de modă [La] Sylphide și avusese de timpuriu ideea de a oferi în paginile lui un foileton elogios despre diverse articole de consum, pentru care se lăsa bine plătit. După falimentul gazetei și revoluția de la 1848 de Villemessant a întemeiat pe data de 2 aprilie 1854 săptămânalul [Le] Figaro, în care va urma să publice des critici favorabile lui Offenbach. Pentru a intra în grațiile colectivului feminin de la Comédie-Française, acesta a publicat o suită de dansuri numită Décaméron Dramatique, în care fiecare dans era dedicat unei alte actrițe. În același timp el a început să scrie critici muzicale. Situația materială a familiei sale i se prezenta însă în culori atât de sumbre, încât i-a destăinuit în acea perioadă unei surori intenția de a emigra în America.

### Les Bouffes-Parisiens(1855-1860)
Temerile compozitorului au fost spulberate de preluarea unei partituri ale sale de către mai tânărul coleg de breaslă Florimond Ronger (Hervé)  (1825-1892) în repertoriul teatrului său de varietăți Les Folies-Nouvelles, unde se reprezentaseră deja primele cancanuri în cadrul unei parodii a genului operei italiene, La Gargouillada. Încurajat de succesul noii sale piese Oyayaye ou la Reine de Îles, o bufonerie în care un contrabasist se expune unui public ilustru, dar cu porniri canibale, Offenbach s-a hotărât să deschidă el însuși un teatru de varietăți. Un sediu potrivit pentru a atrage publicul i s-a părut a fi un mic teatru de lemn situat pe Champs Elysées, în apropierea giganticului Palais de l'Industrie, care urma să adăpostească Expoziția Universală din 1855. Cu ajutorul relațiilor pe care și le făcuse la Teatrul Francez și datorită presei favorabile pieselor sale Offenbach a reușit în vara lui 1855 să închirieze teatrul, pe care l-a numit Les Bouffes-Parisiens. Cu ocazia inaugurării teatrului pe data de 5 iulie a început colaborarea compozitorului cu libretistul Ludovic Halévy (1834-1908), nepotul compozitorului Frommental. Tânărul, care era pe atunci un necunoscut, a conceput un prolog umoristic pentru seara inaugurării. Primele reprezentații pe scena de la Bouffes-Parisiens, mai ales opera bufă Cei doi orbi, au avut un ecou negativ în presă, chiar și de Villemessant s-a arătat în dezacord cu umorul lor cinic, dar s-au bucurat de aprobarea unui public care dorea în primul rând să fie distrat și care se recruta în mare parte din rândurile provincialilor și străinilor veniți în orașul luminilor pentru a vizita Expoziția Universală. Noua stea a teatrului a devenit Hortense Schneider (1833-1920), o tânără cântăreață fără educație muzicală, dar având deja un trecut foarte aventuros pe scenele din provincie. Veniturile bune din primele luni de existență ale teatrului l-au determinat pe Offenbach să renunțe la postul de dirijor de la Théâtre français. Ca sediu de iarnă pentru Les Bouffes el a închiriat tot un teatru de bâlci, fostul Théâtre des Jeunes Élèves, pe scena căruia a reprezentat în decembrie cu mare succes opereta Ba-ta-clan, bazată pe libretul lui Halévy. Piesa implica prin figura unui despot care nu înțelege chineza, limba supușilor săi, o anumită critică la situația politică actuală, însă era în același timp după gustul maselor, conținând numeroase pasaje dansante. Critica a fost unanim pozitivă,  Offenbach devenind astfel maestrul de necontestat al muzei ușoare; Tolstoi bunăoară îl vedea la vremea aceea drept reprezentatul umorului originar francez, „căruia îi este permis orice”. Compozițiile care au urmat au respectat modelul parodiei subiectelor și gesturilor emfatice tipice operei clasice, transferând adesea acțiunile pline de întorsături absurde într-un decor exotic, mitologic, medieval sau pur și simplu oniric pentru a evita asocierea cu actualitatea pariziană. Productivitatea artistului a fost ieșită din comun în acea perioadă; Offenbach a asigurat pe atunci mare parte din repertoriul teatrului său. Venerația „religioasă” pentru Mozart -a determinat în 1856 să prelucreze pentru scena de varietăți chiar o operă mozartiană, Impresarul (Der Schauspieldirektor). Rossini însuși a compus o operă bufă pentru Les Bouffes-Parisiens și l-a etichetat ușor mailițos pe Offenbach drept un „Mozart de pe Champs Elysées”. 
Hortense Schneider a fost înlocuită în 1858, după cereri exagerate de onorariu, cu Lise Tautin, o interpretă congenială a muzicii offenbachiene și o parteneră ideală a colegului ei, comediantul Léonce. Datorită volumului mare de compoziții Offenbach a început după un timp să lucreze stereotip dar nu și-a pierdut popularitatea, ceea ce l-a determinat să facă împreună cu noul ansamblu turnee la Londra (în 1857) și în diverse stațiuni balneare în cursul verii.       

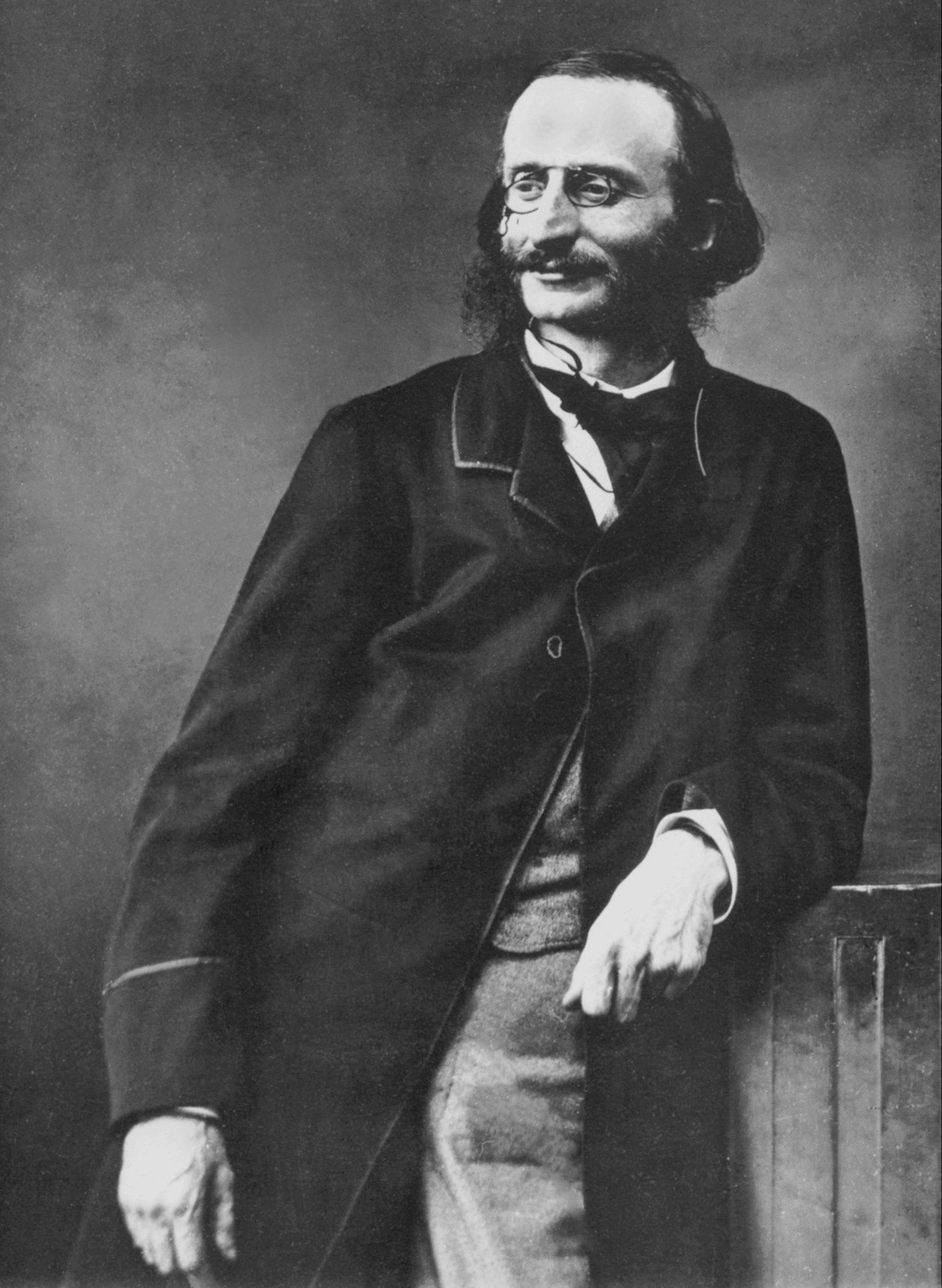
Jacques Offenbach fotografiat de Félix Nadar

Deși celebru și cu priză la public, compozitorul nu a reușit totuși să prospere economic cu Les Bouffes, ajungând chiar în situația penibilă de a trăi ascunzându-se de creditori. Motivul principal se pare că a fost lipsa de abilitate a artistului în chestiunile pecuniare, evidentă în cazul alocării de fonduri nepermis de mari pentru rechizite, decoruri și diverse lucrări de renovare. Ruinat, el și-a pus în 1858 mari speranțe în reprezentația operei Orfeu în infern, o satiră la adresa vieții burgheze reprezentată de zeii olimpieni. Pregătirea reprezentației a fost plină de eșecuri: interpretul de flaut piccolo a căzut la pat în seara premierei, soprana din rolul Euridicei nu și-a interpretat rolul decât după ce a primit ca rechizită o piele veritabilă de tigru, și o conductă de gaze din fața teatrului a fost avariată. Premiera operei din 21 octombrie 1858 nu a avut succesul la care se așteptase Offenbach, opereta a devenit renumită de-abia după câteva reprezentații, mai ales datorită criticilor negative, a adaosurilor ulterioare și a promovării operei de către Crémieux și Offennach în Le Figaro. Cele 228 de reprezentații care au urmat premierei l-au scos pe Offenbach din impas, dar i-au atras renumele unui scandalagiu. Premiera următoarei sale opere bufe, Geneviève de Brabant, a avut loc în noiembrie 1859 sub supraveghere polițienească, datorită publicului care dădea valma la intrarea teatrului. Cu câștigul datorat operei Orfeu în infern compozitorul și-a construit o reședință de vară la Étretat în Normandia. Așa-numita „Villa d'Orphée” din Étretat a devenit locul de întâlnire al unui larg cerc de prieteni, printre care se numărau acum atât artiști cât și oameni cu o considerabilă influență politică precum ducele de Morny (1811-1865), fratele vitreg al împăratului Napoleon al III-lea, care a semnat chiar împreună cu Ludovic Halévy bufoneria Monsieur Choufleuri restera chez lui le..., reprezentată pe muzica lui Offenbach în 1861. Datorită acestei relații, de care a profitat și Halévy în cariera sa politică, Offenbach a obținut cetățenia franceză la începutul anului 1860, pentru a fi decorat peste un an cu Legiunea de Onoare, cel mai înalt ordin francez.
Pe la mijlocul lunii februarie 1860 Offenach a organizat spectacolul Le Carnaval des Revues, care trecea în revistă cele mai celebre melodii ale sale și prezenta în plin carnaval mai multe parodii muzicale noi. Printre acestea s-a numărat și scena Muzicianul viitorului (Le Musicien de l'avenir), un pamflet mai degrabă naiv la adresa lui Richard Wagner. Wagner reușise cu mare greutate să fie reprezentat cu trei concerte la Opera Italiană din Paris, care nu avuseseră succes dar deveniseră datorită controverselor din presă notorii. Offenbach îl confruntă în farsa sa pe un Wagner aflat pe câmpurile elizee cu unii dintre marii compozitori ai trecutului, precum Mozart și Gluck. Aceștia sunt calificați drept desueți de către revoluționarul compozitor saxon, care prezintă o Simfonie a viitorului, ale cărei motive trebuie explicate în timpul interpretării, și o Tyrolienne d'avenir, care nu este altceva decât o pastișă a unui catren folcloristic tirolez. Wagner se va răzbuna în 1870 cu o Comedie în stil antic. O capitulare în care-l ridiculizează la rândul său pe Offenbach, acuzându-l a fi un instigator lipsit de principii, reprezentant tipic al unei Franțe umilite de prusaci.
Pe data de 16 noiembrie 1860 Offenbach s-a văzut în fine interpretat pe scena Operei Naționale, cu baletul în două acte Le Papillon. Criticii consacrați au văzut în acest spectacol, care conținea și valsuri, o profanare a lăcașului, dar publicul i-a făcut o primire favorabilă, asigurându-i astfel 42 de reprezentații. Ultimele dintre ele au avut loc concomitent cu scandalul operei Tannhäuser, amplificând probabil resentimentele pe care Wagner oricum le nutrea față de Offenbach. Ajuns pe culmile gloriei, Offenbach n-a mai putut fi refuzat nici de Opera Comică, care i-a reprezentat în seara de Crăciun 1860 opera comică Barkouf. Aceasta s-a dovedit a fi dezastruoasă pentru renumele compozitorului, care nu pregetase să facă dintr-un câine personajul central al spectacolului și să-i adapteze muzical lătraturile. Berlioz l-a pus pe Offenbach imediat în aceeași oală cu Wagner, constatând că creierul unor muzicieni trebuie să fie bolnav. „Vântul care bate prin Germania i-a înnebunit”.

### Succesul (1861-1870)
Les Bouffes Parisiens se aflau însă acum, după succesul cu Orfeu în infern și cu recenta operetă La Chanson de Fortunio, o prelucrare din 1861 după comedia [Le] Chandelier a lui de Musset, într-o situație economică foarte bună, și Offenbach a înțeles să-l numească director al teatrului pe un anumit Louis Varney, un om cu un simț mai pragmatic decât al său. Rolul Parisului în conștiința culturală a Europei și renumele de care se bucura peste tot acea Vie parisienne ușoară și elegantă pe care o va caricaturiza el însuși într-un vodevil i-au asigurat lui Offenbach popularitatea în întreaga Europă, mai ales în statele germane. Față de acestea el se simțea probabil încă atașat; dese turnee le-a întreprins în stațiuni balneoclimaterice mondene cum ar fi Bad Ems sau Bad Homburg, avându-i drept admiratori pe mai toți principii germani. Pentru teatrul din Bad Ems Offenbach a compus aproape în fiecare sezon câte două bufonerii. De exemplu în 1862 a reprezentat acolo în premieră opera bufă Limbuții (Les Bavards, prima versiune), în 1863 Il Signor Fagotto, o operă bufă în care este ridiculizat patosul lui Hector Berlioz, căruia i se opun tot felul de onomatopee muzicale, de la voci de animale până la zdrăngănitul de alămuri. Tot la Bad Ems muzicianul a câștigat un pariu ciudat, care-l făcuse să compună și să pună în scenă o operetă în răstimp de opt zile. Rezultatul a fost Lieschen și Fritzchen. La Bad Homburg el a făcut cunoștință cu tânăra cântăreață Zulma Bouffar (1848-1909), care fusese considerată un copil minune și străbătuse la rândul ei în turnee Europa. Cântăreața a fost în curând angajată ansamblul lui Offenbach.

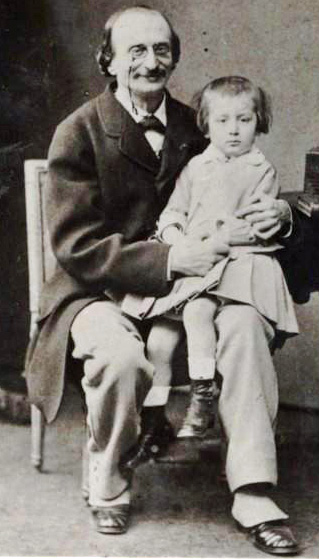
Offenbach și singurul său fiu, Auguste, în 1865

Offenbach alesese Bad Ems ca reședință de vară din motive practice, însă Viena i-a devenit dragă ca oraș, pe lângă Paris. Simpatia vienezilor pentru Revoluția Franceză și admirația lor față de spiritul francez i-au înlesnit succesul acolo. Astfel, Johann Nestroy (1801-1862), directorul din vremea aceea de la Carltheater, îl chemase stăruitor pe Offenbach la Viena încă din anul 1858. Opera Orfeu în infern fusese reprezentată neautorizat pe acea scenă, cu Nestroy în rolul lui Jupiter, înainte de 1860. Cancanul din ultimul act al operei devenise foarte celebru datorită acestor reprezentații, și în 1860 Offenbach a avut parte de o primire extrem de călduroasă la Viena. Noul director al teatrului din Leopoldstadt, Karl Treumann, și ansamblul acestuia i-au înmânat de pildă o cunună de lauri brodată cu fir de aur. Cele trei reprezentații dirijate pe atunci de însuși Offenbach s-au desfășurat cu un mare succes de public și presă - vienezii preferau, se pare, muzicalitatea și volubilitatea offenbachiană gravității wagneriene. Având în vedere admirația aproape idolatră de care se bucura, compozitorul a revenit cu plăcere la Viena, având astfel ocazia să facă cunoștință în 1863 cu Johann Strauß, pe care l-a încurajat să scrie muzică de operetă. Veșnica rivalitate cu Wagner s-a manifestat și în 1863, când opera romantică a lui Offenbach Nimfele Rinului a ajuns să fie reprezentată pe scena de la Hofoper, care refuzase cu puțin timp înainte un proiect wagnerian. Vienezii nu au apreciat însă nici opera lui Offenbach, care includea atât un vals din Le Papillon cât și cântecul patriotard Vaterlandslied, compus la Köln în 1848. Posteritatea le va da dreptate, compozitorul va folosi singura melodie care avusese succes la Viena, Cântul elfilor (Der Elfengesang), în Povestirile lui Hoffmann. Probele operei au făcut necesară o ședere mai îndelungată la Viena, cu ocazia căreia Offenbach fusese primit în audiență de către împăratul Ferdinand I și era aproape în permanență reprezentat pe scena de la Carltheater.
Teatrul Les Bouffes Parisiens i-a reprezentat în schimb operetele din ce în ce mai rar, și atunci când nici urmașul lui Varney, Hanappier, nu a schimbat această situație care adusese prejudicii financiare serioase instituției, compozitorul nu a ezitat să dea în judecată teatrul înființat de el însuși. De o nervozitate excesivă se plânge pe vremea aceea chiar Offenbach atunci când își cere, bineînțeles cum grano salis, scuze în prealabil libretiștilor săi pentru eventuale jigniri. Sănătatea îi era în general șubrezită. Suferind de gută, el se deplasa de obicei și pe distanțe scurte cu trăsura. Căsnicia cu Herminie a fost, se pare, fericită. Perechea avea deja patru fiice atunci când i s-a născut în 1862 primul fiu, Auguste.
Dorindu-și după eșecul la Viena cu Nimfele Rinului un nou succes de talia operei dedicate lui Orfeu, Offenbach s-a hotărât să pregătească din nou o parodie pe temele mitologiei grecești și a pregătit împreună cu Halévy un subiect picant despre răpirea Elenei de către Paris, Frumoasa Elena. Rolul principal a fost interpretat de Hortense Schneider, care devenise între timp celebră pe scena de la Comédie-Française și tocmai voia să se retragă din teatru. Premiera din 17 decembrie 1864 de la Théâtre des Variétés a fost întâmpinată cu deja uzuala indignare a presei din cauza profanării subiectului antic, Jules Janin l-a blestemat „pe perfidul Meilhac, pe acest trădător de Halévy, pe nenorocitul de Offenbach”. Publicul parizian a apreciat notele frivole ale libretului, discutate în Le Figaro, și a frecventat asiduu Teatrul de Varietăți, asigurând operei o sută de reprezentații. În același an opera a avut succese răsunătoare la Berlin și Viena, întreg publicul european iubea muzica lui Offenbach. Compozitorul a rămas cu următoarea sa operă, Les Bergers, credincios subiectelor preluate din antichitate. Temele muzicale devin aici mai lirice, o evoluție care fusese deja anunțată prin anumite pasaje din Frumoasa Elena. Acțiunii de tip roman pastoral îi lipsesc acum cu desăvârșire accentele sarcastice. Opera bufă Barbă-Albastră, a cărei premieră a avut loc în 1866, este chiar caracterizată pe alocuri de o atmosferă sumbră. Cu La Vie Parisienne (Viața pariziană) Offenbach s-a dedicat împreună cu perechea de libretiști Meilhac/Halévy pentru prima oară unui subiect contemporan, ilustrând muzical scene din viața orașului luminilor cu frivolitate, însă din nou fără o critică prea incisivă la adresa societății burgheze. Premiera operei a avut loc pe data de 31 octombrie 1866 în Palais-Royal și a depășit toate așteptările, având un succes de public mai mare decât cel al Frumoasei Elena. Atitudinii mai puțin critice manifestate aici îi corespunde o realitate politică caracterizată prin liberalism și progres economic. Nici Offenbach, nici Halévy nu mai aveau motive să atace vehement un sistem în care prosperaseră și în care era acum posibilă o anumită libertate de opinie. 

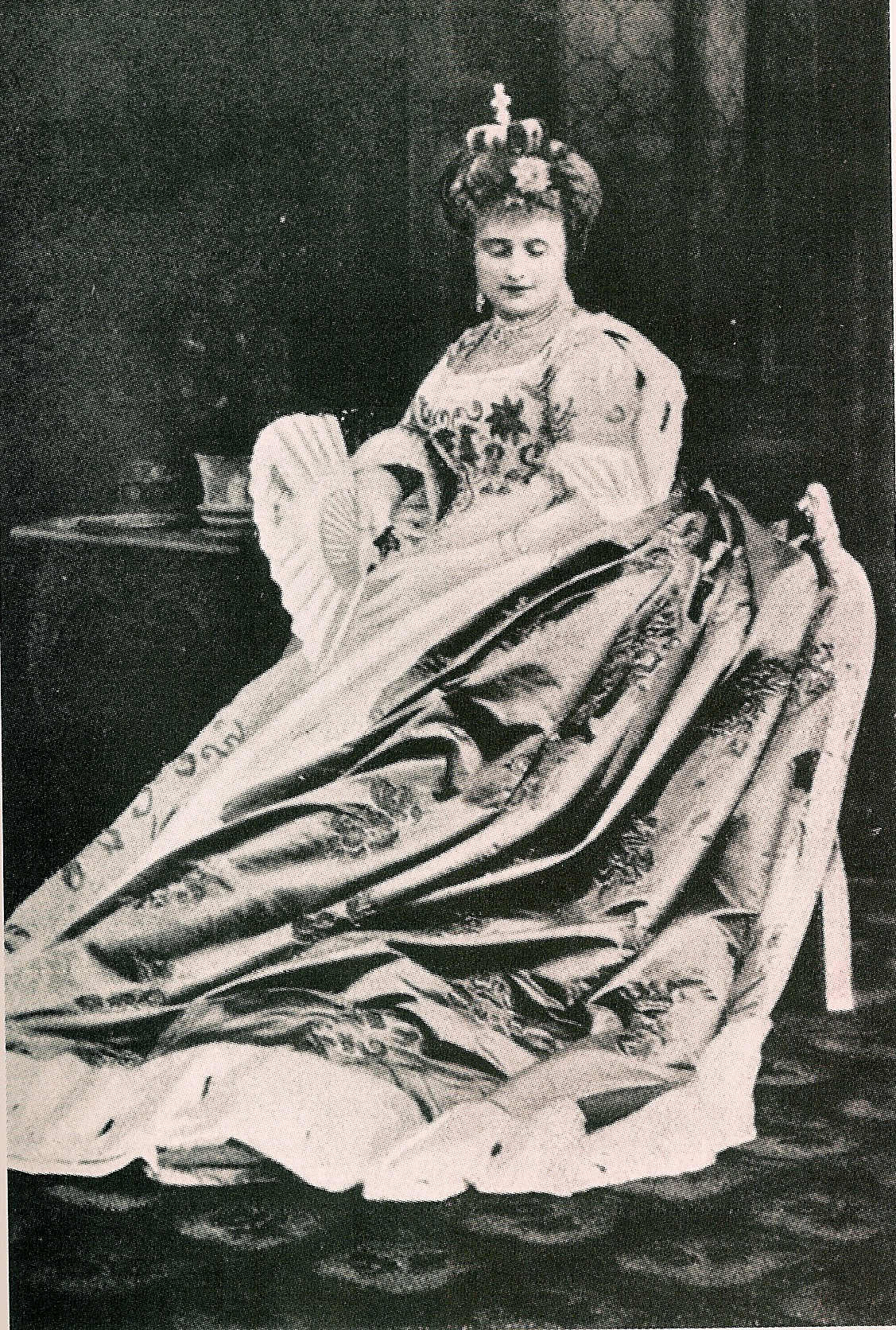
Hortense Schneider în rolul marii ducese de Gérolstein, în 1867
Sursă: Bibliothèque des Arts Décoratifs

Punctul culminant al stagiunii din 1867, anul unei noi Expoziții Universale, a fost pentru teatrul  Les Bouffes Parisiens înscenarea La Grande-Duchesse de Gérolstein cu Hortense Schneider în rolul principal. Ludovic Halévy a semnat și acest libret. Demisionat de curând din Corpul Legislativ, el și-a permis de această dată să critice printr-o acțiune localizată într-un fictiv ducat german din secolul al XVIII-lea militarismul care se făcea remarcat în Europa. Înțepăturile din piesă la adresa curții ruse și a împărătesei Ecaterina se îndreptau de fapt împotriva politicii militariste practicată de Napoleon al III-lea, care tocmai eșuase în intervenția care sprijinise forțele conservatoare din Mexic. Marele succes al operei se explică însă și prin fascinația stranie a publicului parizian pentru confruntarea care se întrezărea deja între Napoleon și Bismarck. Interpretarea frivolă dată temelor războinice, susținute muzical pe scena operei de o veritabilă fanfară militară, și ridiculizarea  tagmei cazone în general au permis probabil o binevenită bagatelizare a conflictului cu Prusia. Recenziile din Le Figaro au fost elogioase, tipic pentru liberalismul epocii este și faptul că opera a fost audiată cu plăcere chiar de către Napoleon al III-lea, de țarul Alexandru al II-lea al Rusiei și de Bismarck. Primul ministru prusac a înțeles de exemplu caducitatea spiritului militar drept slăbiciune a Franței și a apreciat critica la adresa fărâmițării politice germane pe care voia să o înlăture, exclamând față de Moltke: „C'est tout à fait ça!”. Opera a ajuns  să fie reprezentată în 1870 și pe scena de la Grand Opera House din New York. Offenbach și-a petrecut vara anului 1867 compunând bufonerii pentru teatrul din Bad Ems, deși suferea de o gută care aproape îl imobiliza. După acest ultim mare succes compozitorul s-a mărginit să alcătuiască cu ajutorul celor mai celebre melodii ale sale noi înscenări. Din această masă de piese stereotipe se remarcă doar opera bufă La Périchole, reprezentată în 1868.
Anul 1868 a fost marcat de reformele liberale ale lui Napoleon, prin care au fost permise libertatea presei și demonstrațiile. Cu acest prilej a devenit manifestă fervența mișcării republicane, care s-a descărcat prin numeroase publicații radicale și tumulturi de stradă. Operetele lui Offenbach nu s-au mai bucurat, în această atmosferă tulbure, decât cel mult de succese sezoniere. Ele nu mai atingeau nervul publicului parizian, care (re)descoperise în operetele lui Hervé un mod mai accesibil și mai grobian de amuzament. Încercând să țină pasul cu vremurile, Offenbach a cultivat și el umorul facil, având în 1869 chiar succes la Baden, în Austria Inferioară, cu La Princesse de Trébizonde.  Neavizat din punct de vedere politic, compozitorul a cochetat în acel timp cu ideile moderat-liberale, fiind convins că își datorează doar celui de-al Doilea Imperiu faima și bunăstarea. Halévy nu a acceptat această atitudine. Convins de gravitatea evenimentelor, acesta a renunțat la activitatea de libretist de operete, astfel încât Offenbach a fost nevoit să recurgă la colaborarea cu libretistul Victorien Sardou pentru noul său proiect, cu un subiect antiradical. Le Roi Carotte are ca sursă de inspirație o povestire a lui E. T. A. Hoffmann, Piticuț zis și Cinabru (Klein Zaches, genannt Zinnober), și condamnă pericolele care pândesc în persoana unui rege roșu o monarhie prea indulgentă. Acest prim proiect inspirat de Hoffmann nu a mai fost finalizat în 1870, deoarece Offenbach și-a dedicat pe atunci timpul mai ales compozițiilor pentru opera bufă Les Brigands, pe care însuși Halévy, care colaborase la ea ca libretist, a caracterizat-o ulterior drept lipsită de originalitate. Prins de nenumărate obligații, trebuind de pildă să dirijeze reprezentarea operei La Grande-Duchesse de Gérolstein la Nisa și să facă un turneu la Viena, Offenbach a căzut la pat în timp ce compunea opera comică Fantasio, probabil din cauza epuizării. Vestea izbucnirii războiului cu Prusia l-a găsit de aceea în Bad Ems, unde spera să-și refacă sănătatea. Întors repede la Étretat, el a fost urmărit până acolo de acuzațiile presei germane de a-și fi trădat patria, printr-o atitudine adulatoare față de Napoleon al III-lea. Compozitorul a crezut de cuviință să se dezvinovățească față de „prietenii germani” invocând recunoștința pe care o purta Franței. Bătălia de la Sedan a pus capăt la 2 septembrie 1870 celui de-al Doilea Imperiu. Pe data de 4 septembrie s-a proclamat republica. Offenbach a luat calea exilului, ajungând de la Bordeaux la Milano, cu o escală la San Sebastian, unde se i stabilise temporar familia.

### Intermezzo (1871-1872)

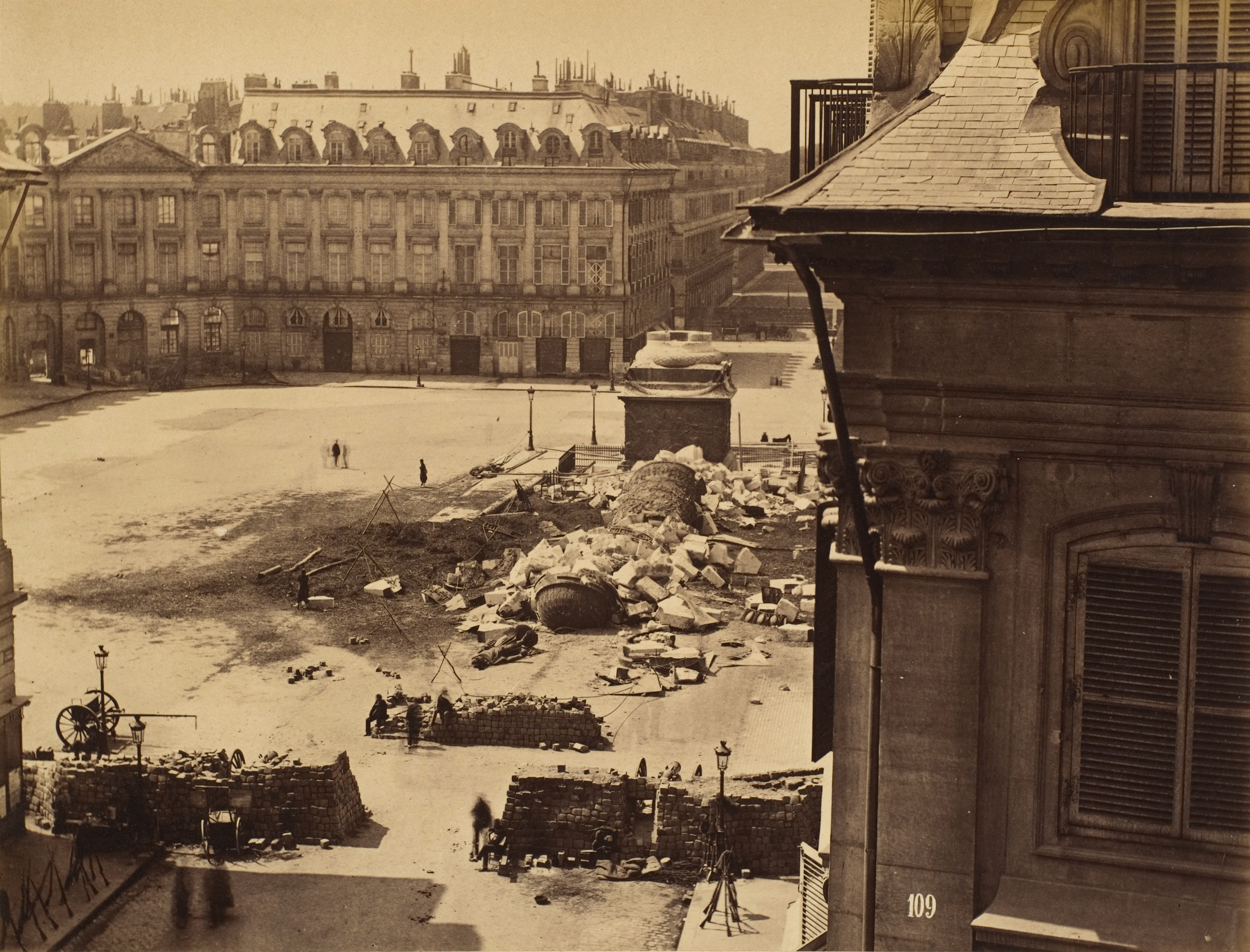
Ruinele coloanei Vendôme, distrusă în timpul Comunei din Paris. În primul plan baricadele comunarzilor

În februarie 1871 opinia publică de la Paris s-a arătat indignată de faptul că „prusacul” Offenbach mai este reprezentat pe scena de la Les Bouffes-Parisiens, cu La Princesse de Trébizonde. Offenbach se autodefinea, bineînțeles, cu totul altfel, considerându-se cu trup și suflet francez. Într-o scrisoare scrisă pe data de 6 martie 1871 de la Milano el își exprimă față de amicul său Nuitter ura pentru prusaci, regretând că este originar din valea Rinului și că este astfel „asociat într-o oarecare măsură acestor groaznice fiare”. Foștii compatrioți au nutrit în schimb în continuare admirație pentru compozitor; astfel, trupele prusace victorioase au fost întâmpinate la Berlin cu o reprezentație de gală a melodiilor din La Vie Parisienne. Între timp în Franța izbucnise, după retragerea germanilor, războiul civil dintre Comuna din Paris și forțele legitimate de Assemblée nationale, conduse de la Versailles de către liberalul Adolphe Thiers. Prin eliberarea deținuților de război din captivitatea prusacă acesta a reușit să-și asigure ponderea de forțe necesară răsturnării Comunei. Revolta pariziană a fost înfrântă la 29 mai 1871, iar la 31 august 1871 Thiers a fost ales  președinte al celei de-a Treia Republici Franceze. În august 1871, Offenbach s-a întors la Paris, după escale la Viena și Londra. Halévy l-a regăsit pe atunci la repetițiile pentru Les Brigands, bolnav și apatic.
Exclus din mijlocul bunei societății pariziene, cu fostele sale mari succese uitate sau aprig contestate acum, așa ca în cazul operei La Grande-Duchesse de Gérolstein, Offenbach și-a definitivat proiectul Le Roi Carotte, cu anumite schimbări aduse de Sardou pentru a evita referirile la evenimentele din trecutul apropiat. Premiera așa-zisei „feerii” a avut loc la 15 ianuarie 1872 pe scena de la Théâtre de la Gaîté, un teatru dintr-un centru comercial care începuse sub conducerea lui Maurice Boulet să reprezinte operete și feerii. Colaborarea cu această instituție a început sub bune auspicii. Parțial și datorită decorurilor fastuoase, dar mai ales datorită criticii care viza în același timp atât fostul imperiu cât și republicanismul radical, piesa a reușit să-l reabiliteze oarecum pe compozitor în ochii publicului parizian. Acțiunea era localizată în Ungaria și nu în Germania, spre deosebire de proiectul inițial. Piesa abunda de scenării exotice, de pildă ea conținea tabloul „Pompei”, reprezentat cu ajutorul multor statiști și al unor costume excentrice. Vedeta operei a fost, pe lângă Zulma Bouffar, o nouă descoperire a lui Offenbach, Madame Judic. Muzica operei anunță deja capodopera de bătrânețe a muzicianului, Povestirile lui Hoffmann. Opera Fantasio nu a avut  succes la Opera Comică, care nu a mai pus pe scena sa creațiile lui Offenbach. De asemeni, alte noi piese create de Offenbach au eșuat, de exemplu Corsarul negru la Viena.

### Le Théâtre de la Gaîté(1873-1875)
După moartea lui Boulet, Offenbach a devenit, pe 1 iulie 1873, director la Le Théâtre de la Gaîté, secundat de Albert Vizentini ca administrator și de Etienne Tréfeu în funcția de capelmaistru. Imediat după preluarea direcțiunii teatrului, Offenbach  a pus bazele unor proiecte de mare anvergură, angajând două ansambluri, unul de operetă, celălalt de teatru, și inițiind renovări costisitoare. De asemenea, el a obținut de la Asociația Autorilor permisiunea de a-și reprezenta propriile compoziții pe această scenă, deși nu dorea să se limiteze numai la acestea. Offenbach tocmai avea în vedere reprezentarea Visului unei nopți de vară pe muzica lui Mendelssohn Bartholdy și a Ruinelor Atenei de Beethoven atunci când a fost descurajat de insuccesul dramei Le Gascon de Théodore Barrière (1823-1877), cu care se inaugurase stagiunea la 2 septembrie 1873. Offenbach a renunțat în mod precipitat la aceste proiecte ambițioase, apucându-se în schimb să-și transforme primul său triumf, Orfeu în infern, într-o feerie muzicală. Succesul enorm pe care l-a avut această adaptare cu decoruri fastuoase și noi numere de balet, prezentată publicului la 7 februarie 1874, i-au redat compozitorului vigoarea și optimismul. Accesele sale de gută s-au rărit și în aceste condiții cea de-a o suta reprezentație a feeriei a fost dirijată de Offenbach personal.
Cu toate îndatoririle care decurgeau din conducerea teatrului, al cărui ansamblu s-a bucurat în acea perioadă de măriri de salariu, muzicianul a continuat să livreze cu regularitate noi compoziții, mai ales operete de dimensiuni reduse. Una dintre ele, La Jolie Parfumeuse, a avut parte între 1873 și 1874 de peste 200 de reprezentații la Théâtre de la Renaissance. În piesă a debutat o nouă vedetă pariziană, cântăreața Louise Théo. Cea mai apreciată operă offenbachiană din această perioadă a devenit însă Madame l'Archiduc, lansată în stagiunea de iarnă din 1874. Ea amintea aproape cu duioșie de lumea nu demult apusă a aristocrației, cu o intrigă bazată pe substituiri de personaje.
Renumele unui om de o generozitate neobișnuită îl făcea pe Offenbach să fie des înconjurat de cerșetori. Unul dintre aceștia a avut norocul să primească de la celebrul muzician, care tocmai nu avea bani la el, niște note scrise în grabă pe un petic de hârtie și intitulate ad-hoc Polka cerșetorilor. Ulterior compozitorul a aflat cu uimire că acel om sărman nu vânduse partitura primului editor întâlnit pentru 100 de franci, așa cum fusese îndemnat, ci a așteptat cea mai bună ofertă, câștigând astfel 1000 de franci și păstrându-și drepturile asupra interpretării acelei melodiei. Din păcate, Offenbach însuși nu a dat dovadă de aceeași iscusință în chestiunile financiare și în scurt timp, a ruinat  teatrul Gaîté cu înscenări exorbitante dar de calitate îndoielnică, precum drama La Haine de Sardou, continuată în stagiune de nu mai puțin penibila prelucrare a operetei Geneviève de Brabant. Nici bunele încasări de pe urma reprezentării feeriei Wittington and his Cat în 1875 la Londra nu au mai reușit să acopere deficitul uriaș al teatrului parizian, care a dat faliment la mijlocul lunii mai 1875. Compozitorul și-a pierdut întreaga avere plătind datoriile teatrului și salariile rămase restante, trebuind în plus să-și amaneteze toate drepturile de autor pe o durată de trei ani. Ajuns la ananghie, el a acceptat oferta impresarului american Bacquero de a vizita Expoziția Universală de la Philadelphia și de a susține acolo și la New York mai multe concerte. Obligat la aproape 60 de ani să depindă iar de diverse angajamente, Offenbach a fost în 1875 martorul succesului operei Carmen, datorat în parte foștilor săi libretiști Meilhac și Halévy. Nimeni nu se mai interesa acum de muzica lui, Parisul tocmai îl descoperea pe Bizet, publicul de operetă îl aclama la Viena pe Johann Strauß (fiul). Acesta din urmă devenise de curând cunoscut și la Paris  iar opereta Liliacul a cucerit publicul la Théâtre de la Renaissance, sub numele de La Tzigane.

### Ultimele compoziții (1876-1880)

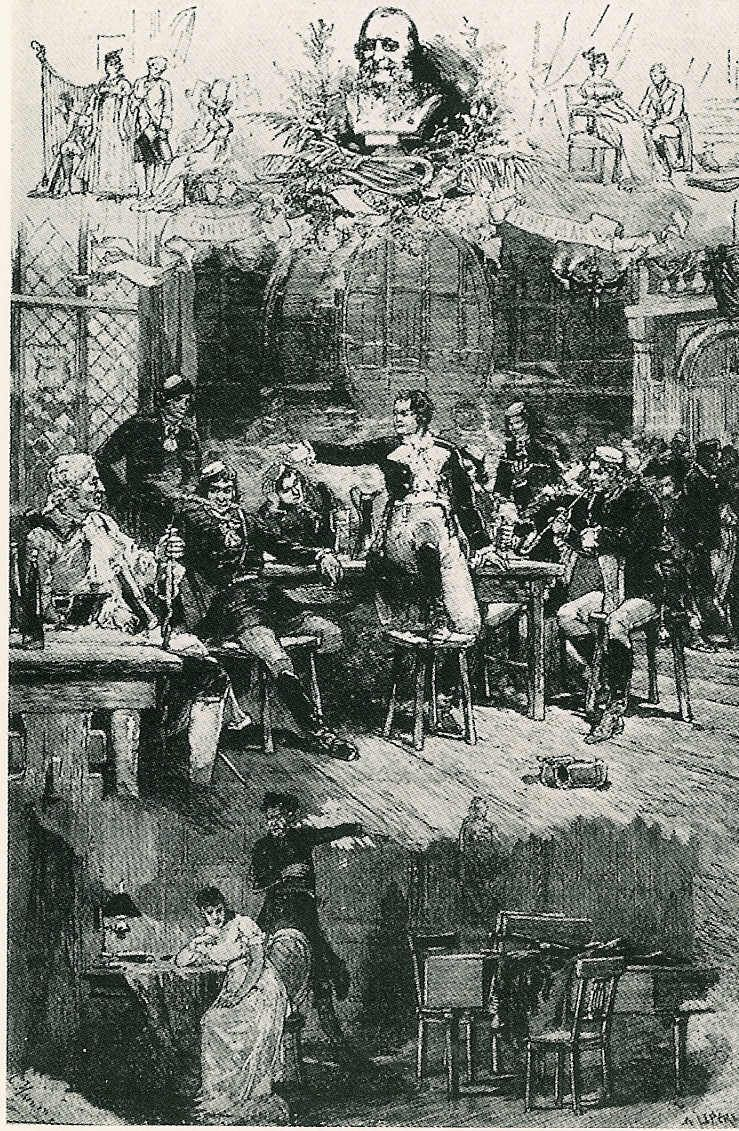
Scene din Povestirile lui Hoffmann, după prima reprezentație la Paris, în 1881.
Sursă: Bibliothèque de l'Opéra

La data de 21 aprilie 1876 Offenbach s-a îmbarcat la bordul vaporului Canada, pentru a întreprinde conform contractului cu Lino Bacquero un turneu în America. În portul new-yorkez i-a fost făcută o primire entuziastă și în același timp stranie - mai mulți muzicieni se apropiaseră cu o mică ambarcațiune de navă și încercau să interpreteze un potpuriu din melodii de operetă, întrerupți mereu de valurile înalte și de răul de mare. Compozitorul a fost copleșit și de primirea călduroasă pe care i-o făcuse mulțimea la hotel, aruncând maselor de la înălțimea balconului său exclamația: „Thank you, Sir!”. Din notele sale de călătorie reies uimirea și admirația față de zgârie-norii de la New York, față de tehnica avansată și întreg confortul care caracterizau încă de pe atunci viața metropolei americane. Primele concerte le-a susținut la „Gilmore's Concert Garden”, viitoarea „Madison Square Garden”, dirijând melodii din Orfeu și Marea ducesă de Gerolstein.  După câteva săptămâni petrecute la New York entuziasmul său a făcut loc unei tot mai mari înstrăinări, datorată atât mercantilismului pe care-l descoperise în mentalitatea yankee cât și calității destul de modeste a spectacolelor muzicale la care asistase. Viața culturală americană îi datorează lui Offenbach un impuls important precum cel privind fondarea unui conservator. De la New York el a plecat la Philadelphia, unde tocmai își deschisese porțile Expoziția Universală. Concertele sale au avut și acolo parte de ovații. După acest turneu de două luni în America el se despărți de admiratorii săi printr-un banchet la New York, dând în alocuțiunile sale dovadă de o engleză de această dată impecabilă.
La Paris compozitorul a fost întâmpinat de atacurile presei republicane, care făcuse publice sporadicele sale manifestări de simpatie pentru era lui Napoleon al III-lea. Ghinionul îl urmări în ultimii ani de viață; accesele de gută s-au înmulțit, în plus i s-a îmbolnăvit grav fiul, Auguste. Offenbach a avut totuși satisfacția de a se vedea descoperit de o nouă generație cu ocazia unei noi înscenări a Frumoasei Elena. Treptat, el s-a distanțat de domeniul muzei ușoare și s-a dedicat unui proiect ambițios, pe care l-a menit să fie încununarea vieții sale de artist. Deja în 1851 fuseseră reprezentate la teatrul Odèon din Paris   Povestirile fantastice ale lui Hoffmann, o prelucrare a dramaturgilor Jules Barbier (1825-1901) și Michel Carré (1819-1872) după povestirile lui E. T. A. Hoffmann. Această versiune tocmai fusese transformată  într-un libret de operă, pentru a fi reprezentată la Opera din Paris pe muzica lui Hector Salomon, care era aproape definitivată. Salomon a renunțat la compoziția sa la insistențele lui Offenbach, care l-a ales pe romanticul german drept personaj principal al celei de-a doua a sa opere, după Nimfele Rinului. Personajul Hoffmann are în piesă rolul unui călăuzitor în universul povestirilor sale fabuloase și este de fapt un alter ego al compozitorului, arătându-se frământat de temeri, iubiri nefericite și viziuni. Acțiunea se bazează pe motive din  Aducătorul de somn, Consilierul Krespel și Povestea imaginii din oglindă pierdute. Tema dragostei tragice este reprezentată de personaje feminine inaccesibile, fie din motive de boală (Antonia, fiica lui Krespel), fie din cauza barierelor sociale și naționale (curtizana fatală Giulietta). Sau pur și simplu deoarece ființa adorată se dovedește a fi un automat încropit destul de grosolan, care nu-l poate vrăji decât pe artistul aflat sub influența escamoterilor (Olympia). Împreună cu Antonia, cântăreața neîntrecută de care este fascinat Hoffmann în al treilea act, muzica însăși este sortită pieirii.
În pofida deziluzionării care se manifestă în ultima sa operă, Offenbach s-a prezentat cunoscuților săi în acești ultimi ani de viață mai euforic decât oricând, încrezător în propria putere de creație și în viitorul succes al Povestirilor. Acest optimism nu era prea îndreptățit de realitate. Expoziția Universală s-a desfășurat în 1878 fără ca artistul să aibă posibilitatea să-și reprezinte vreo operetă nouă. Teatrul Gaîté s-a hotărât de-abia în timpul Expoziției să pregătească o nouă înscenare a operei bufe Orfeu în infern. ”Nu, acesta nu mai este Orfeul meu!” ar fi declarat compozitorul, dezamăgit de rezultatul dedicat publicului larg. Acest public larg a redescoperit însă cu plăcere offenbachiadele, astfel încât Charles Comte (1827-1884), ginerele lui Offenbach și proprietarul actual al teatrului   Bouffes Parisiens, a reluat în program La Grande-Duchesse de Gérolstein. Les Brigands a fost reprezentată din nou de Théâtre de la Gaîté, la sfârșitul anului 1878. Atât Briganzii cât și noua operetă La Marocaine au avut înscenări fastuoase.

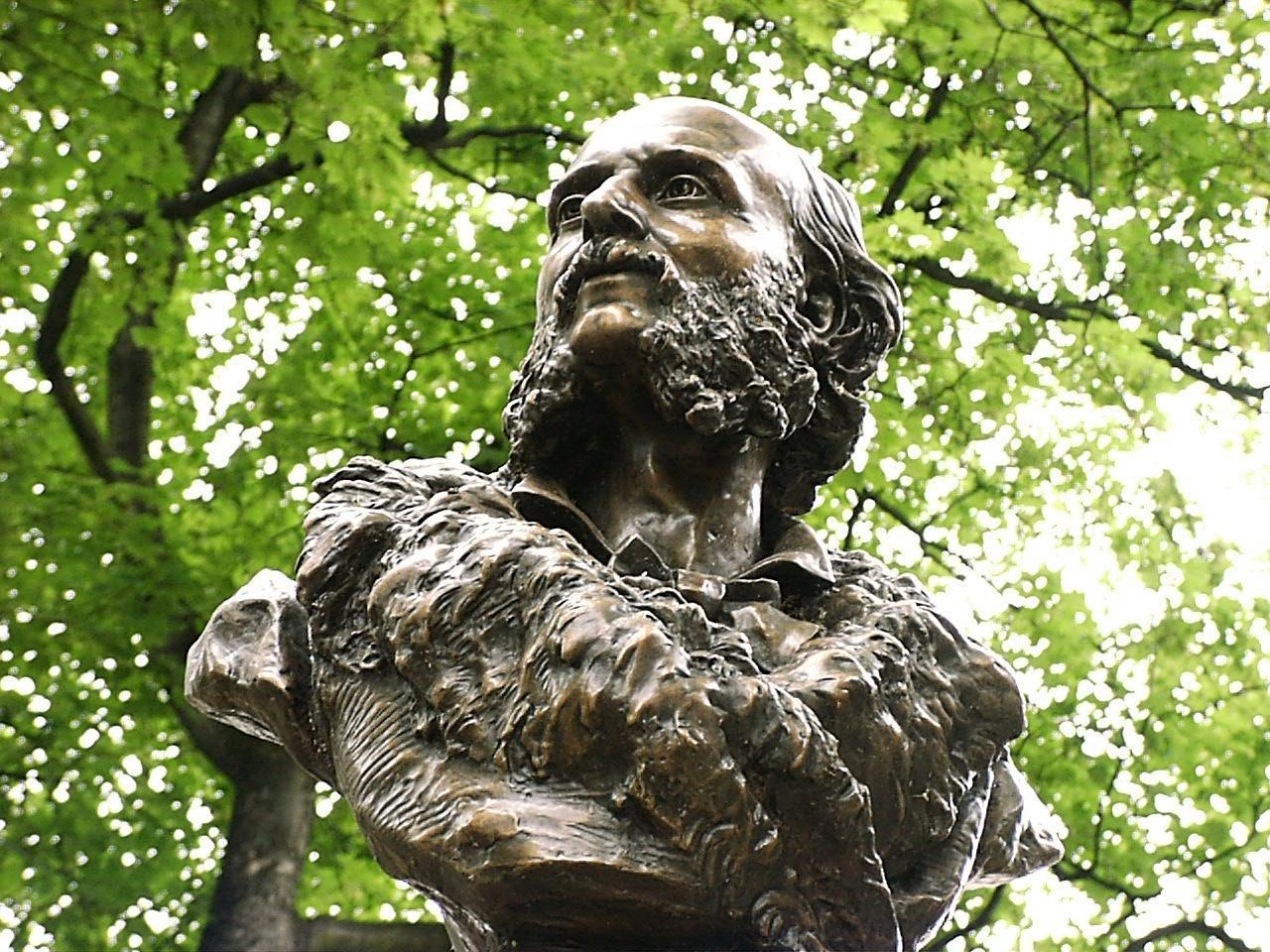
Monumentul funerar al lui Offenbach (1880)

Compoziția Povestirile lui Hoffmann, dedicată fiului Auguste-Jacques (1862-1883), avansase în primăvara lui 1879 într-o măsură care i-a permis lui Offenbach să-și prezinte opera fragmentar, într-un concert particular ținut pe data de 18 mai. Această premieră a făcut senzație în lumea muzicală. Deoarece a primit oferte foarte bune atât de la directorul Operei Comice din Paris cât și de la reprezentantul teatrului vienez Ringtheater, Offenbach a decis să susțină premiere ale operei în ambele orașe. El a murit în timp ce pregătea premiera noii sale opere la Paris, asfixiat probabil în timpul somnului în noaptea din 4 pe 5 octombrie. Nu numai guta, ci și epuizarea îl transformase în vara lui 1880 într-un om grav bolnav, care dorise mai mult decât orice să trăiască doar până la premiera Povestirilor. Numeroși admiratori din întreaga Europă l-au însoțit pe ultimul drum spre cimitirul din Montmartre. Pe data de 18 noiembrie 1880 s-a dezvelit în mod festiv bustul lui Offenbach, opera sculptorului Jules Franceschi care străjuiește mormântul compozitorului.
Într-un articol scris imediat după moartea lui Offenbach, Max Nordau a deplâns indiferența societății pariziene față de idolul ei de odinioară. Zola și-a arătat de asemenea compasiunea pentru Offenbach, exprimându-și însă în același timp disprețul față de genul muzical creat de acesta. Opereta ca fenomen tipic unei tot mai mari comercializări și trivializări în muzică reprezenta pentru Zola tocmai cel de-al Doilea Imperiu, trebuind să fie de aceea înlăturată din lumea teatrului ca un element nociv. Premiera pariziană a Povestirilor lui Hoffmann a avut loc cu mare succes, în prezența oficialităților republicii, la data de 10 februarie 1881, într-o versiune prescurtată la trei acte. La Viena opera a fost reprezentată doar de două ori, în decembrie 1881, deoarece Ringtheater a fost după aceea complet distrus într-un incendiu. În jurul piesei s-au creat din această cauză fel de fel de legende, ea a căpătat renumele de a aduce ghinion celor care o pun în scenă.